# اولگ گریگوریویچ ماکاروف

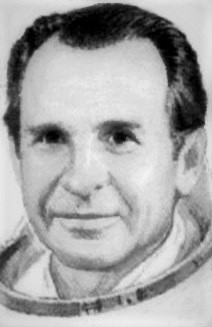
اولگ گریگوریویچ ماکاروف

اولگ گریگوریویچ ماکاروف (به انگلیسی: Oleg Grigoryevich Makarov) فضانورد اهل اتحاد شوروی است که در ۶ ژانویهٔ ۱۹۳۳ در اودوملیا زاده شد. وی در مأموریت سایوز ۱۲، سایوز ۱۸ای، سایوز ۲۷، سایوز ۲۶، سایوز تی-۳ حضور داشته‌است.